# Santillana
Santillana, właśc. Carlos Alonso González (ur. 23 sierpnia 1952 w Santillana del Mar, w Kantabrii) – były hiszpański piłkarz, grający w reprezentacji Hiszpanii oraz w Racingu Santander i Realu Madryt na pozycji napastnika.

## Kariera klubowa
Jego przydomek wywodzi się od nazwy miasta, gdzie się urodził. Karierę rozpoczynał w klubach Satélite i Barreda. Szybko trafił do największego klubu regionu Racingu Santander, wówczas grającego w drugiej lidze, gdzie spędził sezon 1970/1971 i zdobył w nim 17 bramek. Od następnego sezonu był zawodnikiem Realu Madryt, gdzie grał do końca swojej kariery w roku 1988.
Z Realem zdobył 9 razy mistrzostwo Hiszpanii (1972, 1975, 1976, 1978, 1979, 1980, 1986, 1987, 1988), cztery razy Puchar Hiszpanii (1974, 1975, 1980 i 1982) oraz dwa razy Puchar UEFA (1985, 1986). Rozegrał 778 meczów w barwach pierwszego zespołu (ten rekord poprawił dopiero Manuel Sanchis w sezonie 1997/1998), w których zdobył 352 gole (w lidze 461 spotkań, 186 goli; w Pucharze Hiszpanii 84 spotkania i 49 goli; w Pucharze Europy 46 spotkań i 21 goli; w Superpucharze Hiszpanii 13 spotkań i 11 goli; w Pucharze UEFA 28 spotkań i 15 goli; w meczach towarzyskich 146 spotkań i 70 goli).
Obecnie sprawuje funkcję przedstawiciela na Hiszpanię producenta sprzętu sportowego – firmy Reebok.

## Kariera reprezentacyjna
W barwach narodowych rozegrał 56 spotkań i zdobył 15 bramek. Reprezentował Hiszpanię dwa razy na Mistrzostwach Świata (Argentyna 1978 i Hiszpania 1982) oraz na Mistrzostwach Europy w 1984 we Francji, gdzie grał w przegranym przez Hiszpanię meczu finałowym.
Jego trzy bramki przeciwko Bułgarii w barwach reprezentacji olimpijskiej zadecydowały o awansie Polski do Igrzysk Olimpijskich w 1972 roku, kosztem właśnie Bułgarów.

## Osiągnięcia
Real Madryt
- Mistrzostwo Hiszpanii: 1971/72, 1974/75, 1975/76, 1977/78, 1978/79, 1979/80, 1985/86, 1986/87, 1987/88
- Puchar Króla: 1973/74, 1974/75, 1979/80, 1981/82
- Puchar Ligi: 1985
- Puchar UEFA: 1984/85, 1985/86

Reprezentacja
- Wicemistrzostwo Europy: 1984

Indywidualne
- Król strzelców Pucharu Zdobywców Pucharów: 1982/83